# Dagar (sockenhuvudort i Kina, Tibet Autonomous Region, lat 29,34, long 90,68)
Dagar (kinesiska: 达嘎, 达嘎乡) är en sockenhuvudort i Kina. Den ligger i den autonoma regionen Tibet, i den sydvästra delen av landet, omkring 56 kilometer sydväst om regionhuvudstaden Lhasa. Antalet invånare är 7 050. Befolkningen består av 3 815 kvinnor och 3 235 män. Barn under 15 år utgör 26,0 %, vuxna 15-64 år 67 %, och äldre över 65 år 6,0 %.
Runt Dagar är det glesbefolkat, med 20 invånare per kvadratkilometer. Det finns inga andra samhällen i närheten. Trakten runt Dagar består i huvudsak av gräsmarker.
Genomsnittlig årsnederbörd är 772 millimeter. Den regnigaste månaden är juli, med i genomsnitt 235 mm nederbörd, och den torraste är januari, med 1 mm nederbörd.